# Rolf Graae

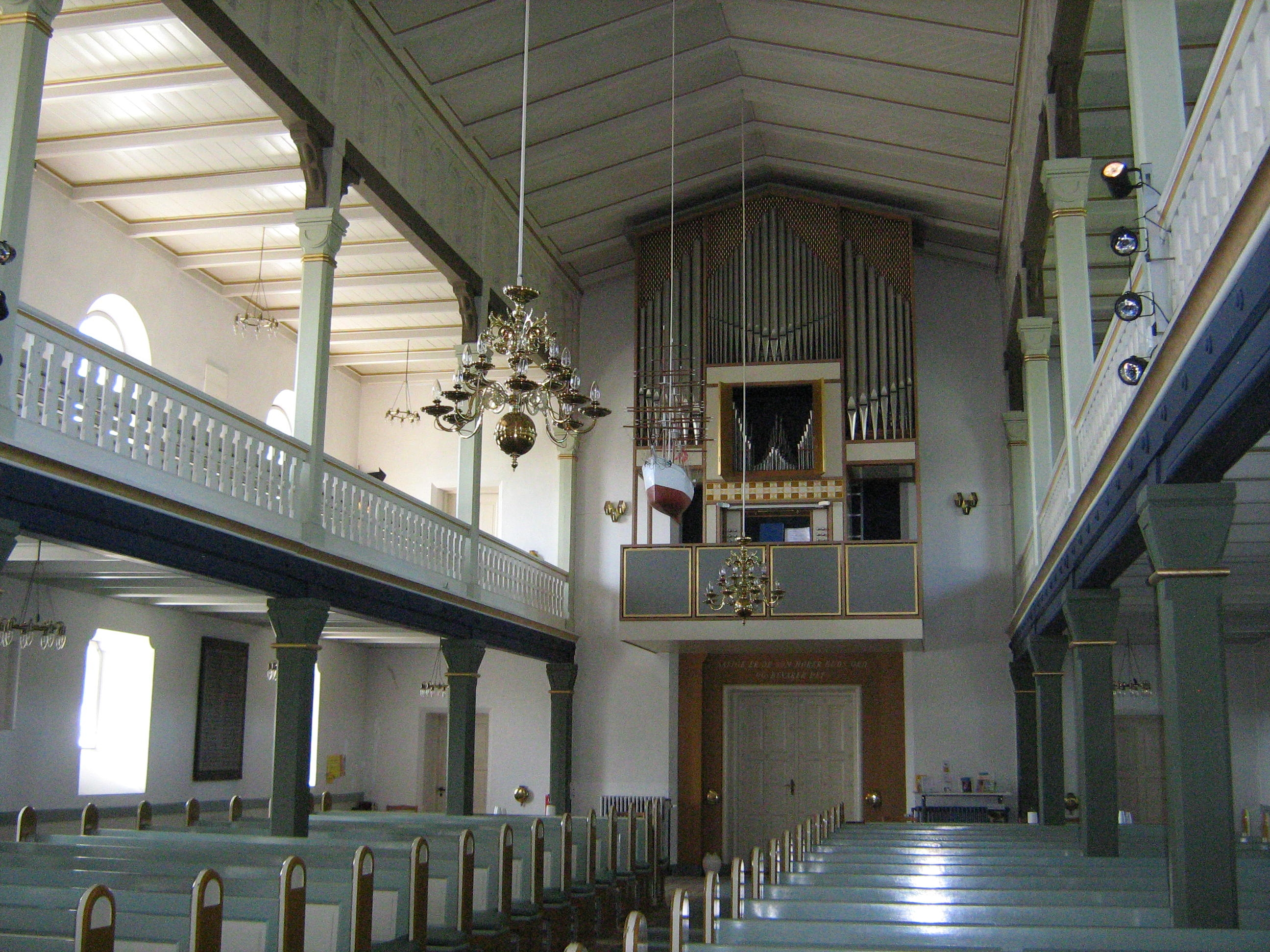
Rolf Graae: Intérieur d'église rénové et façade d'orgue, église St Clément, Bornholm (1974)

Rolf Saenger Graae, né le 29 septembre 1916 à Copenhague, et mort le 16 septembre 1996 à Hellerup, est un architecte danois dont on se souvient pour les églises et les œuvres religieuses qu'il a achevées ou restaurées dans le style de l'école Klint. Il est également considéré comme le plus important facteur d'orgues danois du XXe siècle.

## Jeunesse
Fils d'un employé de banque prospère, Graae a d'abord étudié l'histoire de l'art à l'Université de Copenhague (1934-38) avant de fréquenter l'école d'architecture à l'Académie danoise où il a obtenu son diplôme en 1943. Il a servi des mandats avec Mogens Koch, Kay Fisker, Eiler Græbe et Kaare Klint (1946-48).

## Carrière
De 1950 à 1991, Graae a coordonné plus de 300 projets de restauration d'églises et planifié quatre nouvelles églises et plusieurs autres travaux connexes. Son style s'inspire de celui de Kaare Klint, en respectant les principes d'une architecture danoise saine. Son travail de restauration est d'abord et avant tout basé sur des objectifs artistiques. Ayant réalisé plus de 200 projets d'orgues, Graae est considéré comme le plus important facteur d'orgues danois du XXe siècle.

## Œuvres choisies

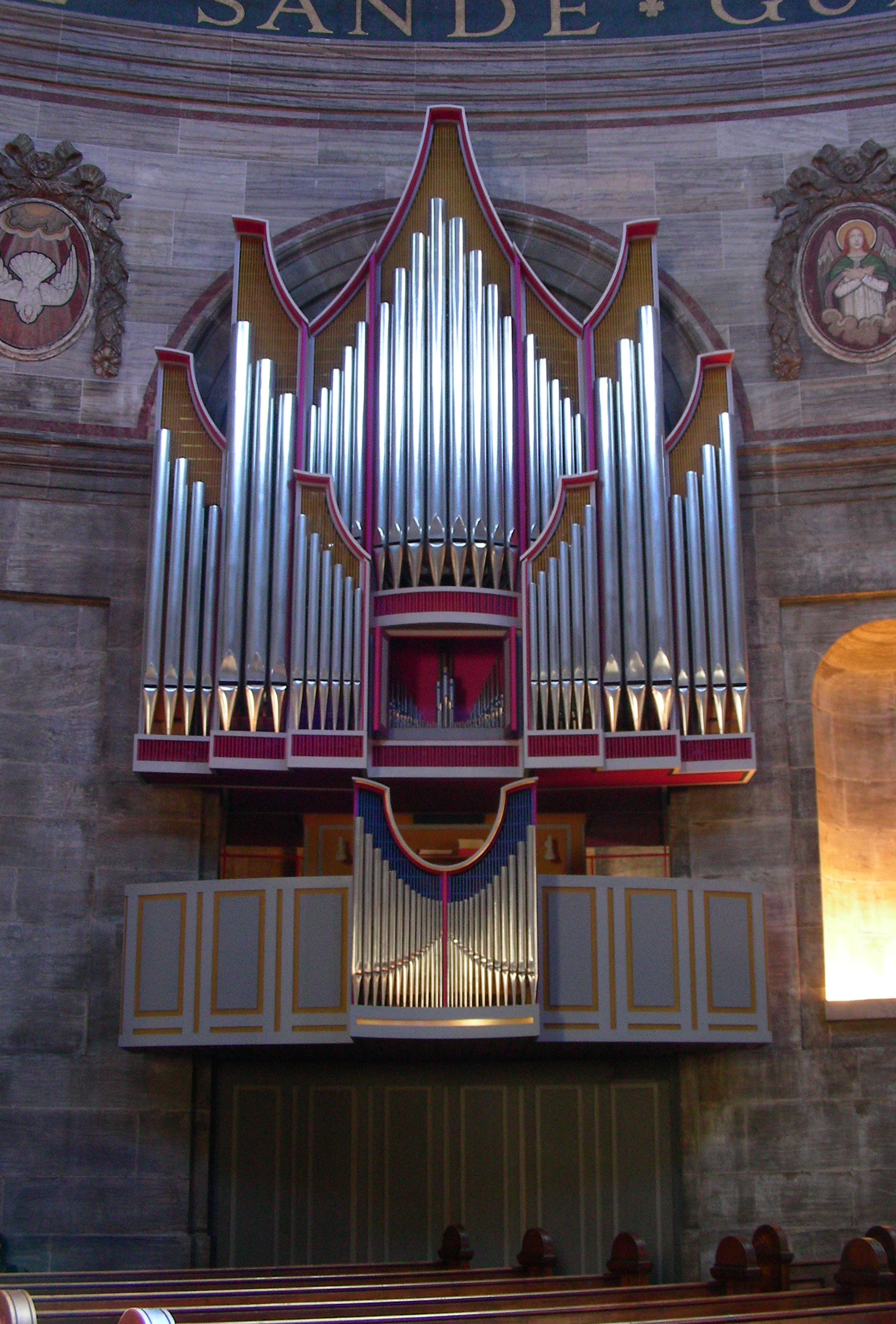
Rolf Graae: Façade d'orgue, église de Frederick, Copenhague (1963)

- Église Østerlars, Bornholm, restauration en collaboration avec Paul Høm (1955)[2]
- Église Risbjerg, Copenhague, conception d'églises avec Helge Schønnemann (1959)[3]
- Église Saint Clément de Bornholm, restauration et conception d'orgues (à partir de 1960)[4]
- Église Stengård, Bagsværd, conception de l'église en collaboration avec Vilhelm Wohlert (1962)[5]
- Marmorkirken, Copenhague, conception d'orgue (1963)[6]
- Église Østermarie, Bornholm, restauration (1964)[7]
- Margrethekirken, Valby, conception de l'église avec Vilhelm Wohlert (1971)[8],[9]
- Sankt Jørgens Kirke (Église St George), Næstved, conception de l'église avec Erling Jessen et Vilhelm Wohlert (1978)[10]
- Église Himmelev, conception d'orgue (1985)[11]
- Église Bryndom, sud-ouest du Jutland, conception d'orgue (1990)